# Спурий Торий
Спурий Торий (Spurius Thorius) е политик на Римската република през края на 2 век пр.н.е.
През 119 пр.н.е. или 118 пр.н.е. той е народен трибун заедно с Гай Марий (119 пр.н.е.).
Консулите през 119 пр.н.е. са Луций Цецилий Метел Далматик и Луций Аврелий Кота.
Той пише аграрен закон lex Thoria или Thoria agraria през 107 пр.н.е. и го изпраща на консулите Марк Аврелий Скавър и Гай Марий. В дискусиите участва и Апий Клавдий Пулхер (син на консула от 143 пр.н.е. Апий Клавдий Пулхер).